# Rómulo Cincinato
Romolo Cincinato, appelé en Espagne Rómulo Cincinato, est un peintre de la Renaissance maniériste italien actif en Espagne à partir de 1567, né à Florence vers 1540, probablement mort à Madrid en 1597.
Ses deux fils, Diego et Francisco Romulo ont été peintres en Espagne.

## Biographie
Il est né à Florence. Il a été l'élève de Francesco Salviati et un condisciple de Pedro de Rubiales à Rome. 
Philippe II roi d'Espagne veut créer dans son royaume un art de cour digne de lui et comparable à celui des autres cours d'Europe. Il a transféré la capitale de l'Espagne à Madrid en 1561, ce qui nécessite la construction de nouvelles résidences. Charles Quint qui faisait de fréquents voyages n'avait pas créé de cour fixe à Tolède, alors capitale de l'Espagne. Cette absence n'avait pas permis de créer une émulation propre au milieu courtisan en développant l'art du portrait. Par ailleurs, les clientèles publiques ou privées sont très conservatrices. Le principal commanditaire, l'Église, encourage les artistes à reprendre les compositions traditionnelles ou à copier des gravures qui ont été proposées pour accord aux commanditaires. Le mode de commande par mise aux enchères entre les artistes candidats avec fixation du prix de l'œuvre achevée par une évaluation, ou tasaciòn, confiée à des experts choisis par les deux parties, n'encouragent pas les formes nouvelles.
Philippe II écrit à som ambassadeur à Rome, Don Luis de Requesens, pour lui demander de lui envoyer des peintres de qualité. Rómulo Cincinato est alors recruté à Rome par l'ambassadeur espagnol auprès du Saint-Siège et recommandé au roi. Son contrat est pour trois années, payé 20 ducats par mois.   Il est arrivé en Espagne en 1567. Il était accompagné par Patricio Caxés d'Arezzo. Patricio Caxés a beaucoup peint au Pardo. Cincinato a été peintre à l'Escurial.
Le roi s'est installé dans l'Alcázar de Madrid. Il commence par peindre à fresque deux salles de l'Alcázar. Ayant donné satisfaction au roi, un brevet royal daté du 20 septembre 1570 indique que son contrat est poursuivi aux mêmes conditions de salaire. 
En 1571, il a peint dans les oratoires est et sud du cloître principal du monastère royal de Saint-Laurent de l'Escurial les triptyques de la Transfiguration et de la Dernière Cène. Les architectures dans les fonds des peintures évoquent des modèles tirés de gravures de Marcantonio Raimondi inspirées par des compositions de Raphaël et le tempietto de San Pietro de Montorio par Donato Bramante. 
En Août 1572, il est autorisé à se rendre à Cuenca pendant six mois en conservant son salaire mensuel de vingt ducats, et en 1573, pendant trois mois. Il y peint le retable de l'église des Jésuites, dont trois tableaux sont dans le musée de l'Académie royale des beaux-arts de San Fernando : la Circoncision de Jésus , Saint Pierre et saint Paul, achevés en 1573. Selon Antonio Palomino, Rómulo Cincinato appréciait la peinture monumentale de la Circoncision du collège des Jésuites plus que toutes ses autres œuvres.
De 1578-1580 il a travaillé pour la famille Mendoza sur les fresques des nouvelles salles du rez-de-chaussée du Palais de l'Infantado à Guadalajara : la Grande salle des Batailles, avec l'histoire des exploits légendaires des Mendoza, son antichambre ou Chambre du Temps avec de petites chambres octogonales des Héros et des Dieux, ou la bibliothèque, où il a développé un répertoire complet des grotesques, d'allégories et des raisons mythologiques et historiques. Un billet royal pris à l'Escurial du 1er septembre 1597 ordonne à Don Luis de Ribera de payer à Cincinato la totalité de son salaire pendant la période où il était à Guadalarajara.
Il a aussi réalisé à Guadalajara les fresques de la chapelle Luis de Lucena et les peintures du Monastère de San Bartolomé de Lupiana peintes probablement avant 1585 et sûrement avant 1591, quand Philippe II l'a autorisé à vivre à Guadalajara, en conservant son salaire.
Il achève, vers 1585, dans la basilique de San Lorenzo de l'Escurial la décoration du chœur laissée inachevée par la mort de Luca Cambiaso.
En 1586, il a aussi peint pour l'un des autels de la basilique une toile  représentant le Martyre de saint Maurice qui a été préférée à celle exécutée par El Greco refusée en 1582. La commande de Philippe II d'Espagne au Greco pour Le Martyre de Saint Maurice, datait de 1579. Le tableau, n'avait plu ni au roi, ni à la Cour, ni à l'Inquisition, qui ne le trouvait pas assez fidèle à l'esprit du Concile de Trente. Lors de ce concile, point de départ de la Contre-Réforme dans les pays catholiques, il fut décidé de mettre désormais au premier plan de l'art, les aspects mystiques et surnaturels de l'expérience religieuse. Le martyre du saint dans le tableau du Greco est au second plan, peu lisible, ce qui est considéré comme inconvenant. C’est ainsi que la commande revint à Rómulo Cincinato qui a su mieux s'adapter aux injonctions de l'Inquisition.

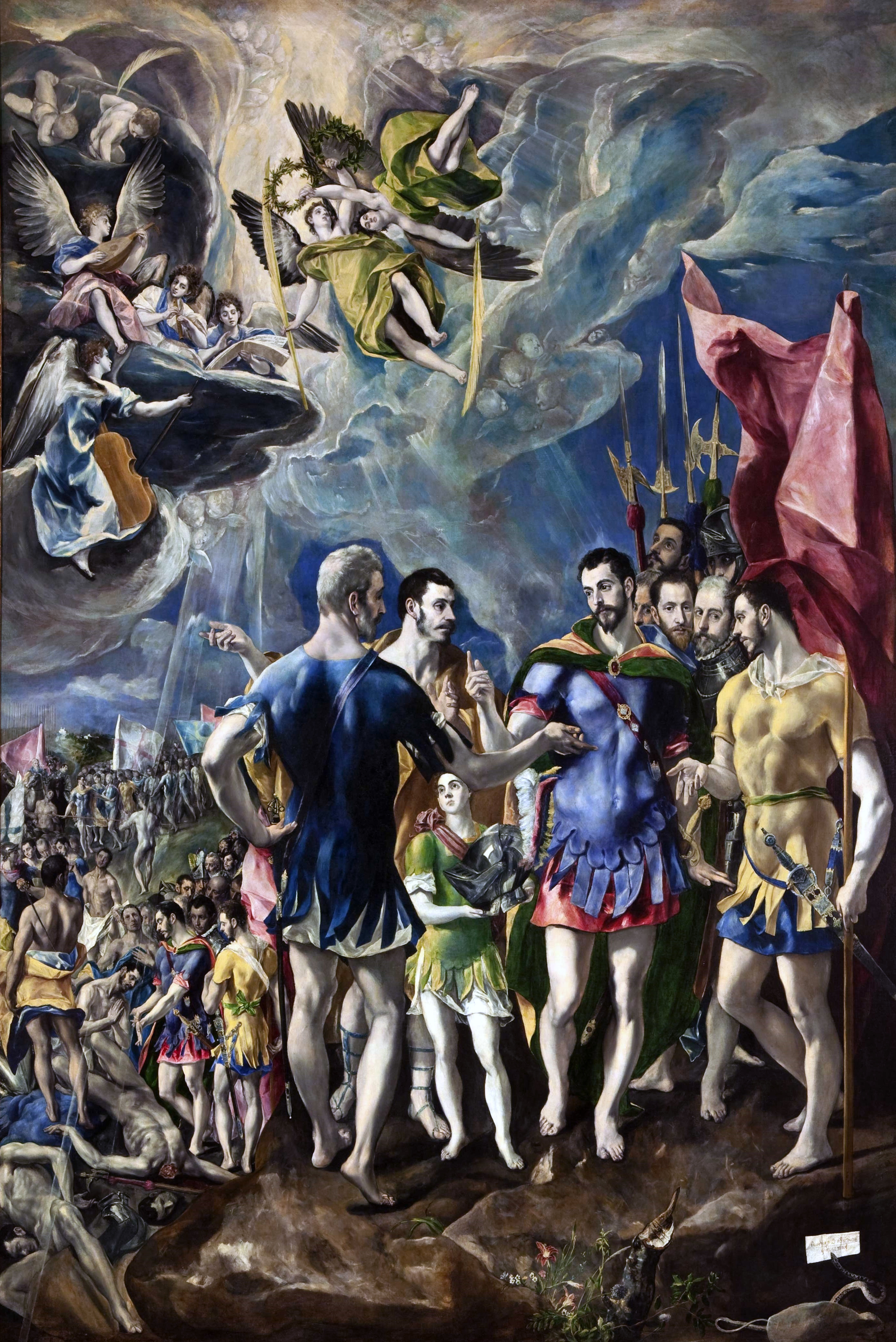
Le Martyre de saint Maurice (1580) El Greco Palais de l'Escurial
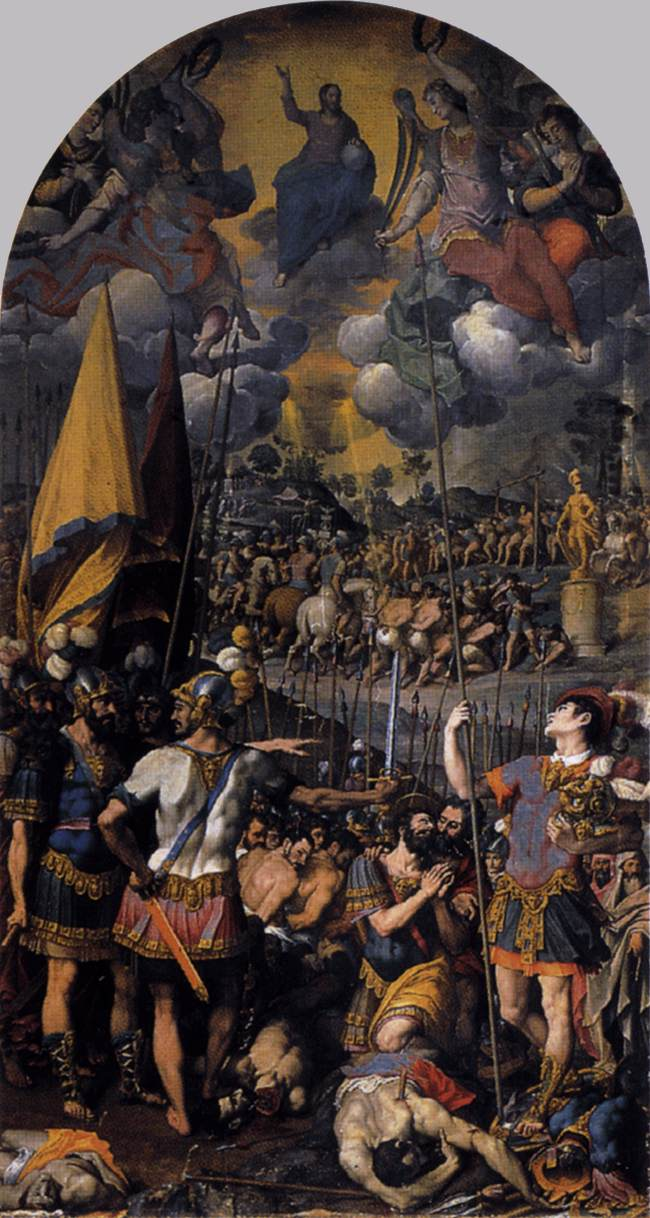
Le Martyre de saint Maurice (1586) Rómulo Cincinato Basilique Saint-Laurent de l'Escurial

Un autre billet du roi pris à l'Escurial le 21 septembre 1591 l'autorise à vivre de son salaire alors qu'il lui est impossible de travailler. Pour Palomino, il est mort à Madrid en 1600.

## Œuvres
- Un retable représentant la Circoncision de Jésus se trouvait dans l'église des Jésuites de Cuenca.
- Le Martyre de saint Maurice (1586) dans la basilique Saint-Laurent de l'Escurial.
- Décors de salles dans le palais de l'Infantado à Guadalajara.
- Fresques de la chapelle Luis de Lucena.

## Famille
Ses enfants étaient également peintres. Diego Rómulo Cincinato, peintre duc d'Alcalá, dont Francisco Pacheco dit qu'il a fait trois portraits du pape Urbain VIII dont il est récompensé en lui donnant l'Ordre du Christ du Portugal, et Francisco Romulo.